# LSC 1890
SVC LSC 1890 is een Nederlandse amateurvoetbalclub uit de stad Sneek in de Nederlandse provincie Friesland, opgericht in 1890. Het eerste elftal van de club speelt meestal in de 2 klasse zondag. Op grond van het behaalde kampioenschap in 2023 speelt de club in 2023/24 in de 1e klasse. De letters LSC staan voor 'Lycurgus Sparta Combinatie'.

## Historie

### Lycurgus
Lycurgus, de voorloper van LSC, werd op 4 maart 1890 opgericht als cricket- en croquetclub. Hiermee is de club de op-twee-na oudste vereniging van Noord-Nederland. De vereniging was in 1891 korte tijd opgeheven, maar werd het eind van dat jaar weer opgericht. In 1893 besloot het bestuur zich te richten op sporten als kaatsen en lawntennis. Sinds 1895 richt de club zich alleen op het voetbal. In 1904 trad de club toe tot de Friesche Voetbalbond, en in 1895 werd Lycurgus kampioen van Friesland. De eerste wedstrijden werden gespeeld op een gehuurd perceel weiland, met greppels, gelegen aan de weg van Sneek naar Leeuwarden, ter hoogte van de R.K. begraafplaats aldaar.

### Sparta
Op 11 februari 1905 richtte een groep schooljongens onder de Waag de voetbalvereniging Sparta op. De club zou slechts twee jaren bestaan en zou nooit toetreden tot de Friese voetbalbond. Het team speelde slechts toernooien en vriendschappelijke wedstrijden. Na het vertrek van belangrijke spelers had de club geen bestaansrecht meer.

### Fusie Lycurgus en Sparta
Op 15 september 1907 stemden de leden van Sparta voor een fusie met Lycurgus, dat eveneens voorstander was van een fusie. Over de naam werd stevig vergaderd en ten slotte werd voor s.v.c. L.S.C. gekozen. Op 22 september 1907 vond de eerste jaarvergadering van de fusieclub plaats. De eerste wedstrijd van L.S.C., tegen L.V.V., werd met (1-0) gewonnen. Indertijd had de vereniging 125 leden, waarvan er 31 speelgerechtigd waren.

### Samenvoegingen
De club zou na der tijd nog twee fusies meemaken. In 1919 werd voetbalclub Concordia in LSC 1890 opgenomen. In 1924 ging de club een combinatie aan met voetbalvereniging Black Boys (oorspronkelijk een club van geheelonthouders en niet te verwarren met de huidige club met dezelfde naam).

### Sportief
In 1922 trad LSC 1890 toe tot de Nederlandse Voetbalbond. Vier jaar later werd een jeugdafdeling opgericht. In 1941 zou de club promoveren naar de 1e klasse. In 1944 behaalde de club de halve finale van de NVB-beker waarin Groene Ster uit Heerlerheide de tegenstander zou zijn. De wedstrijd in het Goffert-stadion werd met 2-1 verloren.

### Oorlogsjaren
Na de spoorwegstaking van 1944 was competitievoetbal niet meer mogelijk. De Duitsers maakten hardnekkig jacht op alle mannen beneden de leeftijd van 50 jaar, voor de Arbeitseinsatz. Tijdens een wedstrijd tussen Noord en West hielden de Duitsers een razzia op het Sportpark Leeuwarderweg. In de oorlog kwamen de LSC'ers Max Kuyt, Eise de Vries en Hans de Boer om het leven.

## Sportpark Leeuwarderweg
De vereniging speelde aanvankelijk op een terrein op de locatie van de huidige Veemarkt, en later op een terrein aan de Kerkhoflaan. In 1928 werd het Sportpark Leeuwarderweg in gebruik genomen. Het sportcomplex werd ontworpen door de Sneker gemeentearchitect Jan de Kok, die zich liet inspireren door de Amsterdamse School. Sinds 1999 is het een rijksmonument.

## Jeugdafdeling
LSC heeft sinds 1926 een jeugdafdeling en heeft ook een eigen talentenacademie, de voetbalacademie. gehad. Hierin speelden geselecteerde jongens uit de D's, E's en de F's. Het tenue van de voetbalacademie bestond uit een lichtblauw shirt, witte broek en witte kousen.

## Competitieresultaten 1923–heden
| 7 3B |

| 7 3C |

| 1 3C |

| 1 3B |

| 2 2A |

| 6 2A |

| 5 2A |

| 3 2A |

| 4 2A |

| 4 2A |

| 5 2A |

| 8 2A |

| 9 2A |

| 3 3A |

| 1 3A |

| 6 2A |

| 3 2A |

| 9 C |

| 1 2A |

| 10 |

| 7 |

| 2 |

|  |

| 11 |

| 3 2A |

| 3 2A |

| 1 2A |

| 1 2A |

| 4 2A |

| 8 2A |

| 10 2A |

| 8 2A |

| 11 2A |

| 8 2A |

| 10 2A |

| 11 2A |

| 10 2A |

| 9 2A |

| 11 2A |

| 10 2A |

| 10 2A |

| 10 2A |

| 3 2A |

| 4 2A |

| 8 2A |

| 11 2A |

| 7 3A |

| 7 3A |

| 3 3A |

| 10 3A |

| 9 3A |

| 5 3A |

| 2 3A |

| 6 3A |

| 6 3A |

| 4 3A |

| 9 3A |

| 1 3A |

| 3 2A |

| 8 2A |

| 10 2A |

| 6 2A |

| 9 2A |

| 11 2A |

| 2 3A |

| 10 3A |

| 2 3A |

| 3 3A |

| 1 3A |

| 9 2A |

| 5 3A |

| 6 3A |

| 10 3A |

| 12 4A |

| 1 5B |

| 7 4A |

| 9 4A |

| 1 4A |

| 9 3D |

| 5 3D |

| 4 3D |

| 2 3D |

| 1 3D |

| 5 2L |

| 1 2L |

| 10 1F |

| 8 2K |

| 8 2K |

| 2 2K |

| 3 2K |

| 5 2K |

| 2 2K |

| 7 2K |

| 2 2K |

| 13 1F |

| 9 2K |

| 5 2K |

| -- 2K |

| -- 2K |

| 2 2K |

| 1 2J |

| 1I |

| Eerste klasse | Tweede klasse | Derde klasse | Vierde klasse | Vijfde klasse | Noodcompetitie |

In elke staaf van de grafiek staat van boven naar beneden vermeld: 
- Eindnotering

Dit is de positie die de club heeft bereikt in de competitie, zonder eventuele beslissings-, play-off- of nacompetitiewedstrijden die nodig zijn geweest om bijvoorbeeld de kampioen van de competitie te bepalen.
Indien een * achter het getal staat is de notering een tussenstand en kan het zijn dat de notering niet overeenkomt met de uiteindelijke eindstand van de competitie.
Staat er een - dan is het seizoen nog bezig en is er geen definitieve uitslag bekend.
Staat er xx op de positie van de notering, dan heeft de club vroegtijdig de competitie verlaten. Dit kan onder andere komen door terugtrekking van het team, faillissement van de club of door een uitgedeelde straf van de KNVB. In veel gevallen staat elders in het artikel de reden vermeld.
Staat er een ? dan is het resultaat uit het verleden onbekend, en is alleen de competitie of het niveau bekend van dat seizoen.
In de seizoenen 2019/20 en 2020/21 werd wegens de coronacrisis het amateurvoetbal afgebroken. Daardoor kennen deze staven geen eindklassering (middels -- weergegeven).
- Competitieniveau en afdelingsletter of Officiële eindstand Eredivisie
  - Competitieniveau en afdelingsletter

Hierbij geeft het getal het niveau weer, dat ook terug te vinden is in de legenda. De letter is de afdelingsaanduiding en wordt gebruikt wanneer er meer afdelingen zijn op hetzelfde niveau. De afdelingsletter is altijd een hoofdletter en wordt meestal zonder nummer gebruikt.
Voorbeeld: 2F is niveau 2e klasse competitie F.
Het competitieniveau en nummer wordt niet vermeld wanneer er slechts één competitie van dit niveau was.
  - Officiële eindstand Eredivisie (getal staat tussen haakjes vermeld)

Sinds de introductie van play-offwedstrijden voor Europees voetbal na afloop van de reguliere competitie in 2005/06, is de KNVB verplicht een eindstand van de Eredivisie door te geven aan de UEFA aan de hand van deze play-offwedstrijden.
Bij deze eindstand staan clubs die zich hebben gekwalificeerd voor Europees voetbal hoger dan clubs die zich niet wisten te kwalificeren. Indien er geen verschil was tussen de eindnotering en de officiële eindstand, staat dit getal niet vermeld.

- Onderafdeling

Hier staat afgekort de naam van de onderafdeling indien de club in dat jaar in een onderafdeling uitkwam. Tevens staat deze afkorting in de legenda en wordt gelinkt naar het artikel over deze onderafdeling. Deze afkorting wordt alleen vermeld wanneer de club in het verleden in verschillende onderafdelingen heeft gespeeld. Deze vermelding is in de staaf altijd in kleine letters. Deze onderafdelingen zijn na het seizoen 1995/96 afgeschaft. Heeft de club in slechts één onderafdeling gespeeld, dan is dit alleen terug te vinden in de legenda.
Onder de staaf staat het jaartal vermeld waarin het seizoen is afgesloten. 15 verwijst naar het seizoen 2014/15 of eventueel het seizoen 1914/15.
Wanneer een staaf leeg is, zijn deze gegevens niet bekend. Het kan ook zijn dat de club dat seizoen niet heeft meegespeeld op het hogere amateurniveau, vroegtijdig de competitie heeft verlaten of uit de competitie is gezet.

In het seizoen 1944/45 was er wegens de Tweede Wereldoorlog geen regulier competitievoetbal.